# Naushonia macginitiei
Naushonia macginitiei är en kräftdjursart som först beskrevs av Glassell 1938.  Naushonia macginitiei ingår i släktet Naushonia och familjen Laomediidae. Inga underarter finns listade i Catalogue of Life.